# 昴宿增一
金牛座11，又名BD+24 529，HD 22805、SAO 76073、HR 1118，是金牛座的一颗恒星，视星等为6.11，位于銀經164.54，銀緯-23.55，其B1900.0坐标为赤經3h 34m 47.8s，赤緯+25° -23.55′ 22″。